# Sinophorus teratis
Sinophorus teratis är en stekelart som först beskrevs av Weed 1887.  Sinophorus teratis ingår i släktet Sinophorus och familjen brokparasitsteklar. Inga underarter finns listade i Catalogue of Life.